# Buono fruttifero postale
I buoni fruttiferi postali sono dei prodotti di investimento finanziario italiani. Assieme ai libretti di risparmio postale, costituiscono il cosiddetto risparmio postale e si presentano sia nella forma tradizionale cartacea, rappresentati quindi da titoli cartacei, sia nella forma dematerializzata, ovvero come registrazioni contabili di un credito in favore del titolare nei confronti dell'emittente.
I buoni fruttiferi postali sono emessi dalla Cassa Depositi e Prestiti (CDP), società controllata dallo Stato italiano (Ministero dell'economia e delle finanze - MEF) e garante diretto dei buoni emessi. Sono collocati in esclusiva da Poste Italiane.

## Caratteristiche generali
I buoni fruttiferi postali:
- sono sottoscrivibili e rimborsabili presso tutti gli uffici postali, per importi multipli di cinquanta euro;
- non sono soggetti a commissioni o spese, né per l'emissione né per il rimborso;
- ogni buono può essere sottoscritto da un massimo di quattro persone, con pari facoltà di rimborso o necessità di firma congiunta;
- la sottoscrizione avviene in via continuativa in base alle richieste degli investitori (emissione a rubinetto);
- assicurano la restituzione almeno del valore nominale in qualunque momento, il saggio dell'interesse dipende invece dalle caratteristiche del buono.

I buoni emessi dopo il 1º settembre 1987 sono assoggettati a una ritenuta fiscale agevolata del 12,50%, rispetto alla normale del 26%. Ad essi si applica altresì l'imposta di bollo, pari al due per mille del valore al 31 dicembre; questa è accantonata ogni anno e versata al rimborso del titolo. Sono esenti i buoni valenti meno di cinquemila euro.
I buoni ordinari possono essere emessi in forma cartacea o dematerializzata. Altre tipologie di buoni fruttiferi postali potrebbero essere disponibili nella sola forma virtuale. In quel caso, dovranno essere legati a un libretto di risparmio od al conto corrente postale; saranno rimborsati automaticamente alla data di scadenza. Per i buoni dematerializzati, è consentita la riscossione parziale del buono, per un minimo di euro cinquanta.

## Tipologia del buono
L'offerta dei buoni fruttiferi postali è ampia e diversificata e l'evoluzione dei mercati dei prodotti finanziari ha arricchito maggiormente l'offerta di CDP.
I tipi di buono fruttifero variano in base al tipo di rendimento (fisso, crescente, variabile, indicizzato) alla durata (minima, massima, a step intermedi), al momento del riconoscimento del rendimento (costante nel tempo, a periodi di tempo più o meno prolungati, solo alla scadenza), alle categorie di investitori che possono accedere alla sottoscrizione (al pubblico indistinto, solo a investitori che procedono a un reinvestimento, solo ad aziende, solo ad eredi, solo per minori di 18 anni di età).
La Corte di Cassazione, a marzo 2019, ha stabilito che lo Stato italiano può cambiare gli interessi dei buoni fruttiferi postali a propria discrezione, senza la necessità di avvertire i sottoscrittori. È in ogni caso necessario fare riferimento ai fogli informativi delle specifiche emissioni.

## Uso dei fondi
L'art. 5 comma 7 lett. a) del decreto-legge 30 settembre 2003, n. 269 sancisce che la CDP S.p.a. usa i fondi rimborsabili sotto forma di libretti di risparmio postale e di buoni fruttiferi postali per finanziare, "sotto qualsiasi forma", "lo Stato, le regioni, gli enti locali, gli enti pubblici e gli organismi di diritto pubblico".

### Riferimenti normativi
- Art. 2 del Decreto legislativo 30 luglio 1999, n. 284 - Riordino della Cassa depositi e prestiti, a norma dell'articolo 11 della legge 15 marzo 1997, n. 59.
- Art. 5 del decreto-legge 30 settembre 2003, n. 269 - Disposizioni urgenti per favorire lo sviluppo e per la correzione dell'andamento dei conti pubblici.
- Decreto ministeriale 6 ottobre 2004 - Determinazioni ai sensi dell'art. 5, comma 11, lettere a), b) e c), del decreto-legge 30 settembre 2003, n. 269, convertito, con modificazioni, dalla legge 24 novembre 2003, n. 326, ed esercizio del potere di indirizzo della gestione separata della Cassa depositi e prestiti, società per azioni, a norma dell'art. 5, comma 9, del citato decreto-legge.